# РСДН-20
Фазова радіонавігаційна система «Альфа», РСДН-20 — радянська система далекої радіонавігації, призначена для визначення координат літаків, кораблів і підводних човнів (у підводному положенні). Дальність дії — 10 000 км від головної станції. Точність визначення місцезнаходження — 2,5 … 7 км. Систему було введено в експлуатацію у 1972 році.

## Принцип дії
Система розроблялася паралельно і працює за тим же принципом, що і виведена з експлуатації РНС «Омега» у діапазоні дуже низьких частот. Система Альфа складається з трьох передавачів, які розташовані в районі Новосибірська, Краснодара, Комсомольська-на-Амурі. Ці передавачі випромінюють послідовності сигналів тривалістю 3,6 с на частотах 11,905 кГц, 12,649 кГц і 14,881 кГц. Радіохвилі на цих частотах відбиваються від найнижчих шарів іоносфери і тому меншою мірою схильні до загасання в іоносфері (ослаблення складає 3 дБ на 1000 км), проте фаза хвилі дуже чутлива до висоти відьиття.[джерело?]
Приймач вимірює різницю фаз сигналів від навігаційних передавачів і будує сімейство гіпербол. Рухомий об'єкт завжди може визначити своє місце розташування, якщо не втрачає здатність стеження за сигналами навігаційних передавачів. Фаза хвилі залежить від висоти шарів іоносфери, тому сезонні і добові варіації можуть бути компенсовані. Точність визначення місцеположення — не гірше 2 морських миль, проте на високих широтах і в полярних районах, де можуть виникати раптові фазові аномалії, точність знижується до 7 морських миль.[джерело?]

## Передавачі
- Новосибірськ (55°45′22″ пн. ш. 84°26′52.4″ сх. д. / 55.75611° пн. ш. 84.447889° сх. д.)
- Краснодар (45°24′18″ пн. ш. 38°09′29″ сх. д. / 45.40500° пн. ш. 38.15806° сх. д.)
- Комсомольськ-на-Амурі (50°04′24″ пн. ш. 136°36′24″ сх. д. / 50.07333° пн. ш. 136.60667° сх. д.)
- Ревда (68°02′8″ пн. ш. 34°41′00″ сх. д. / 68.03556° пн. ш. 34.68333° сх. д.)
- Сейда (67°03′08″ пн. ш. 63°04′19″ сх. д. / 67.0522° пн. ш. 63.072° сх. д.)